# Le Saix
Le Saix är en kommun i departementet Hautes-Alpes i regionen Provence-Alpes-Côte d'Azur i sydöstra Frankrike. Kommunen ligger  i kantonen Veynes som ligger i arrondissementet Gap. År 2022 hade Le Saix 132 invånare.

## Befolkningsutveckling
Antalet invånare i kommunen Le Saix
Referens:INSEE